# Sylvan

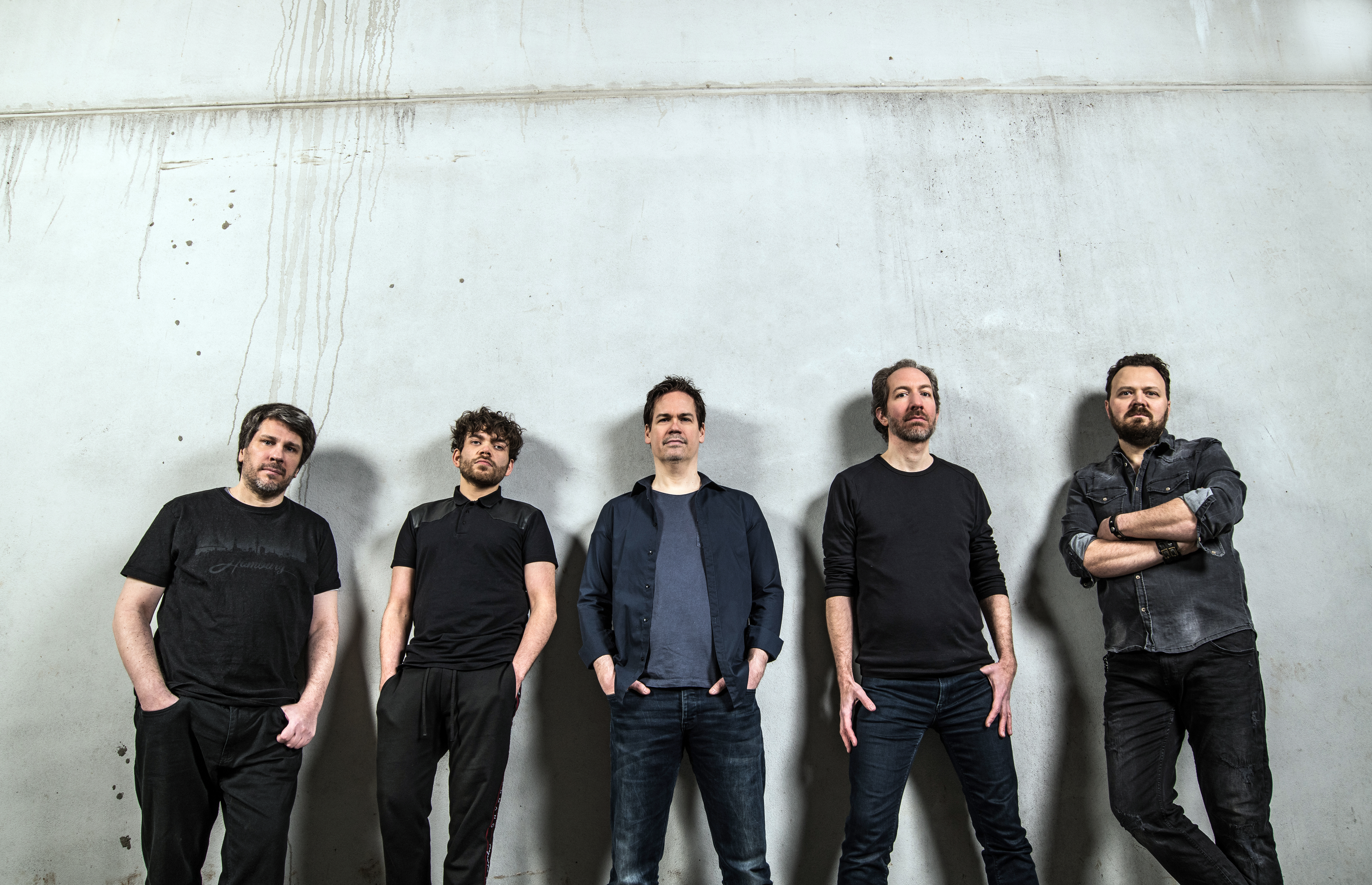
Sylvan 2021 (v.l. Volker Söhl, Johnny Beck, Marco Glühmann, Matthias Harder, Sebastian Harnack)

Sylvan ist eine Artrock-Band aus Hamburg.

## Geschichte
Sylvan ging 1998 aus der im Jahr 1991 gegründeten Band Chamäleon hervor. Der Name soll auf den Waldgott Silvanus zurückgehen. Nach diversen Anläufen kam 1999 die erste CD mit dem Titel Deliverance auf den Markt. Ein Jahr später erschien die zweite CD mit dem Titel Encounters. Die verantwortliche Plattenfirma war in beiden Fällen Angular Records, wo kurz zuvor bereits Lana Lane ein Album veröffentlicht hatte und später u. a. Max Pie folgen sollte. 2002 kam die dritte CD Artificial Paradise auf den Markt, gefolgt von X-Rayed im Jahr 2004. Sylvan spielte Ende 2005 bei Marillion als Vorgruppe.
Im Jahr 2006 wurden zwei Alben aufgenommen, die die verschiedenen Ausprägungen von Sylvan darstellen. Während mit Posthumous Silence ein eher ruhiges Konzeptalbum auf den Markt kam, worin Musik und Text sich einer inhaltlichen Linie unterordnen, um somit ein künstlerisches Gesamtwerk zu schaffen, ist das 2007 erschienene Album Presets mit seinen überwiegend kürzeren Liedern deutlich eingängiger.
2008 erschien die erste Live-DVD von Sylvan, die am 1. September 2007 im Hamburger Kampnagel aufgenommen worden war. Sie enthält einen Mitschnitt der kompletten Posthumous Silence-Show. Parallel dazu erschien die Live-Doppel-CD Leaving Backstage, die neben den Songs der DVD auch das zweite an diesem Abend gespielte Set enthält, das einen Streifzug durch alle bisherigen Sylvan-Alben darstellt. Im August 2009 erschien das lang erwartete siebte Studioalbum.
Zum Weihnachtskonzert 2010 stellten Sylvan das ReRelease ihre Debüt-Albums Deliverance vor. Neben einem veränderten Artwork und einer überarbeiteten Version von A Fairytale Ending wartet die zweite CD mit einem Bonustrack auf. The Lie ist 12½ Minuten lang und stellt eine neue Komposition aus bisher unveröffentlichtem Material der Deliverance-Kompositionsphase dar. Dabei arbeiteten Sylvan bewusst mit damaligen Instrumenten, damit sich der Song klanglich in die anderen Stücke der Deliverance einfügt.
2012 veröffentlichte die Band ein Doppelalbum mit dem Titel Sceneries. Das Konzeptalbum behandelt die Höhen und Tiefen des Lebens sowie das menschliche Streben nach Glück. Nach Fertigstellung der Musik wurde jedes einzelne Kapitel einem Bandmitglied als Patenschaft übergeben. Inhalt und Feinschliff wurden von diesem Moment an vom jeweiligen Bandmitglied bestimmt. 2015 veröffentlichte Sylvan ein weiteres Konzeptalbum mit dem Namen Home. 2021 erschien das Album One To Zero.

## Stil
Die Band selbst bezeichnet ihre Musik als „kraftvollen und vielschichtigen Sound mit emotionaler Tiefe“. Das vierte Album mit dem Titel X-Rayed erschien 2004 und entspricht der musikalischen Selbsteinschätzung der Band. Die Stücke umfassen Elemente, die an Pink Floyd, Genesis oder auch Eloy erinnern. Die Musik von Sylvan zeigt immer wieder Anleihen verschiedenster Stilrichtungen. In Kritiken wird der Stil auch mit Neo-Prog oder Progressive Metal verglichen.

## Diskografie
- 1999: Deliverance
- 2000: Encounters
- 2002: Artificial Paradise
- 2004: X-Rayed
- 2006: Posthumous Silence
- 2007: Presets
- 2008: Posthumous Silence (Live-DVD)
- 2008: Leaving Backstage (Live-CD)
- 2009: Force of Gravity
- 2012: Sceneries (2CD)
- 2015: Home
- 2021: One to Zero
- 2024: Back to Live (Live Blu-ray)
- 2024: Back to Live (Live CD)